# 金沢工業大学の人物一覧
金沢工業大学の人物一覧（かなざわこうぎょうだいがくのじんぶついちらん）は、金沢工業大学に関係する人物の一覧記事。

## 著名な教員

### 元教員
- 奥村善久 （名誉教授、2013年に工学分野のノーベル賞とされるチャールズ・スターク・ドレイパー賞を日本人で初めて受賞）
- 木羽敏泰 （名誉教授 1984年-1988年に学長を務める）
- 西澤潤一 （客員教授、東北大学名誉教授、日本学士院会員）
- 西村康稔 （客員教授、自民党議員）
- 湊谷弘 （客員名誉教授、世界柔道選手権大会（軽中量級）1967年・1969年優勝、1965年・1971年準優勝）

### 現教員
- 石川憲一 （元学長）
- 大澤敏 （学長）
- 棚橋泰文 （客員教授、自民党議員）
- 竺覚暁　（教授、建築史）
- 富野由悠季 （客員教授、アニメーション監督・作詞家・小説家）
- 平松邦夫 （客員教授、元大阪市長）
- 広井王子 （客員教授、マルチクリエイター）
- 伊藤俊幸 （KIT虎ノ門大学院専任教員、海上自衛官）
- 福田淳（客員教授、実業家）

## OB・OG

### 政界
- 作野広昭（第2代白山市長[1]、第100代石川県議会議長）
- 望月清賢（第3代山梨市長[2]）
- 山田憲昭（第3代白山市長[3]、第94代石川県議会議長）
- 米田徹（糸魚川市長、糸魚川市議会議長）

### 財界
- 久保匠（実業家、株式会社すくらむ創設者）
- 佐渡秀治（実業家、OSDN株式会社代表取締役社長、Open Source Group Japan創設者、日本Linux協会創設者）
- 鶴谷武親（実業家、ポリゴンマジック株式会社代表取締役社長、ジープラ株式会社代表取締役社長）
- 龍前隆（実業家、龍前住研株式会社創設者）

### 研究者・学者
- 樋口啓太（情報学者）

### 文学
- 宮崎伸治（翻訳家）

### 芸術
- ヴィヴィアン佐藤（芸術家）

### 芸能
- 名高達男（俳優、画家、タレント）
- 浜幸一郎（俳優）: 中退
- 伴智史（俳優、声優）

### スポーツ
- 岩崎拓夫（パラグライダー）
- 水口敏夫（武道家）